# David Berenstein
David Berenstein es un físico teórico de la Universidad Nacional de Colombia y profesor en la Universidad de California, (Santa Bárbara, en los Estados Unidos). Recibió su Doctorado en Filosofía de la Universidad de Texas, Austin en 1998 bajo supervisión de Willy Fischler, cofundador de la teoría de la matriz. La investigación de Berenstein se refiere principalmente a la teoría de cuerdas. Hizo además contribuciones notables en la correspondencia AdS/CFT.